# مهرجان المدينة بفريانة
- مهرجان سيدي احمد التليلي هو تظاهرة ثقافية سنوية تنتظم فعالياتها في مدينة فريانة من ولاية القصرين، من 11 إلى 22 جويلية. تأسس المهرجان سنة 1965، وهو من تنظيم جمعية مهرجان سيدي احمد التليلي بفريانة، وبدعم من المندوبية الجهوية للثقافة بالقصرين وبلدية فريانة.

## برنامج الدورة الحالية
إنطلقت يوم الثلاثاء 8 جويلية فعاليات مهرجان مدينة فريانة لشهر رمضان 2014، وكان الافتتاح بفن الجداريات لكل من عبد الستار العبيدي وماهر الهرماسي. ثم ستتواصل الفعاليات مع مجموعة من السهرات الموسيقية والمسرحية المتنوعة.
- 11 جويلية: سهرة مع عيساوية فريانة
- 13 جويلية: عرض الفكاهة والضحك ستؤمنه مجموعة «اولاد بلادي»
- 15 جويلية: عرض مسرحية «عرق البرنوس» لفرقة دار الثقافة بفريانة
- 17 جويلية: " سهرة التجليات الصوفية تؤثثها فرقة الإنشاد الصوفي بالقطار من ولاية قفصة
- 19 جويلية: عرض فداوي أيام زمان لفرقة «اجيال الركح» بقصيبة سوسة
- 20 جويلية: عرض خارق من تقديم «شمشوم العرب»
- 22 جويلية: سهرة مع مسرحية «حالة زواج»

## مواضيع ذات صلة
- فريانة